# Ткач Анна Русланівна
Анна Русланівна Ткач (нар. 26 січня 2005, м. Котовськ, Україна) — українська співачка, акторка. Переможець талант-шоу «Голос. Діти» (2013). Лауреат ІІ премії Всеукраїнського фестивалю сучасної пісні та популярної музики «Червона рута–2017».

## Життєпис
Анна Ткач народилася 26 січня 2005 року в місті Котовськ Одеської області України.
Навчається в Подільській загальноосвітній школі № 5 та музичній школі. Учениця Школи-майстерні фестивалю (2014—2019).
Проходила курс навчання в Музичній академії Лос-Анджелеса.

## Фільмографія
- 2013 — Це я — Аліна[3]